# Фрэнсис, Вилли
Вилли Фрэнсис (12 января 1929 года — 9 мая 1947 года) — американский несовершеннолетний убийца. Приговорён к смертной казни на электрическом стуле в штате Луизиана в 1945 году (в возрасте 16 лет) за убийство. Его случай стал известен как первый случай, когда казнь на электрическом стуле не привела к смерти казнимого. Его всё же казнили со второй попытки, что вызвало возмущение адвоката Бертрана Дебланка, который счёл это нарушением 8-й поправки, запрещающей жестокие и необычные наказания (см. «процесс Фрэнсис против Ресвебера»).

## Биография
8 ноября 1944 года в луизианском городке Мартинвилль был застрелен 54-летний Эндрю Томас. Он был хозяином местной аптеки. Расследование убийства продолжалось 9 месяцев, после чего следствие пришло к выводу, что убийство совершил бывший работник его аптеки — 16-летний афроамериканец Вилли Фрэнсис. Он был арестован. За всё это время Фрэнсис не догадался избавиться от бумажника Томаса, который он взял после убийства. Следствие пришло к выводу, что Фрэнсис убил Томаса в отместку за увольнение. При этом он заявил, что ни в чём не раскаивается. В письменном признании он написал «Это тайна обо мне и о нём». Смысл этой фразы до сих пор не установлен, хотя писатель Гилберт Кинг в своей книге «The Execution of Willie Francis: Race, Murder and the Search for Justice in the American South», посвящённой делу Вилли, предполагает, что имели место сексуальные домогательства со стороны Томаса в отношении своего работника. Несмотря на два письменных признания, на суде Фрэнсис не признал себя виновным. Суд был проведён с незначительными нарушениями процедур по отношению к подсудимому. Некоторые вещественные доказательства позже исчезли из дела. Судом присяжных Вилли Фрэнсис был признан виновным в убийстве Эндрю Томаса. Судья приговорил его к смертной казни на электрическом стуле.

## Казнь
3 мая 1946 года Вилли Фрэнсиса привязали к электрическому стулу. Когда он заработал, Вилли закричал: «Выключите это, дайте мне дышать, чёрт возьми!» («Take it off! Let me breathe goddammit!»). Его быстро отвязали и вернули в камеру смертников. Стул подвергся экспертизе. По официальному заключению, в нём был испорчен один из контактов. И тогда адвокат Бертран Дебланк, защищавший Фрэнсиса, решил добиться замены Вилли Фрэнсису смертной казни пожизненным заключением. Он подал в комиссию штата по помилованию прошение, в котором указал, что сотрудники тюрьмы, приводившие приговор в исполнение, были пьяны и угрожали Вилли. Комиссия по помилованию не нашла это достаточным основанием для замены казни. Дебланк обратился в Верховный суд США. Однако Верховный суд не имел полномочий отменять приговоры судов штатов, и он остался в силе.
9 мая 1947 года между 13:00 и 14:00 Вилли Фрэнсис был казнён.